# 惡靈古堡 安魂曲
《惡靈古堡 安魂曲》是一款由卡普空開發及發售的第一人稱射擊恐怖遊戲。本作是《惡靈古堡系列》的第十一部作品，也是第九部主線作品，同時是2021年遊戲《惡靈古堡 村莊》的續作。遊戲預定於2026年2月27日在Microsoft Windows、PlayStation 5和Xbox Series X/S等平台平台發售。
本作中启用了新的角色FBI探员「葛蕾斯・艾許考福特」（Grace Ashcroft），她被安排调查一家旅馆的神秘事件。

## 外部連結
- 官方网站：繁體中文、簡體中文、日文